# Artilharia

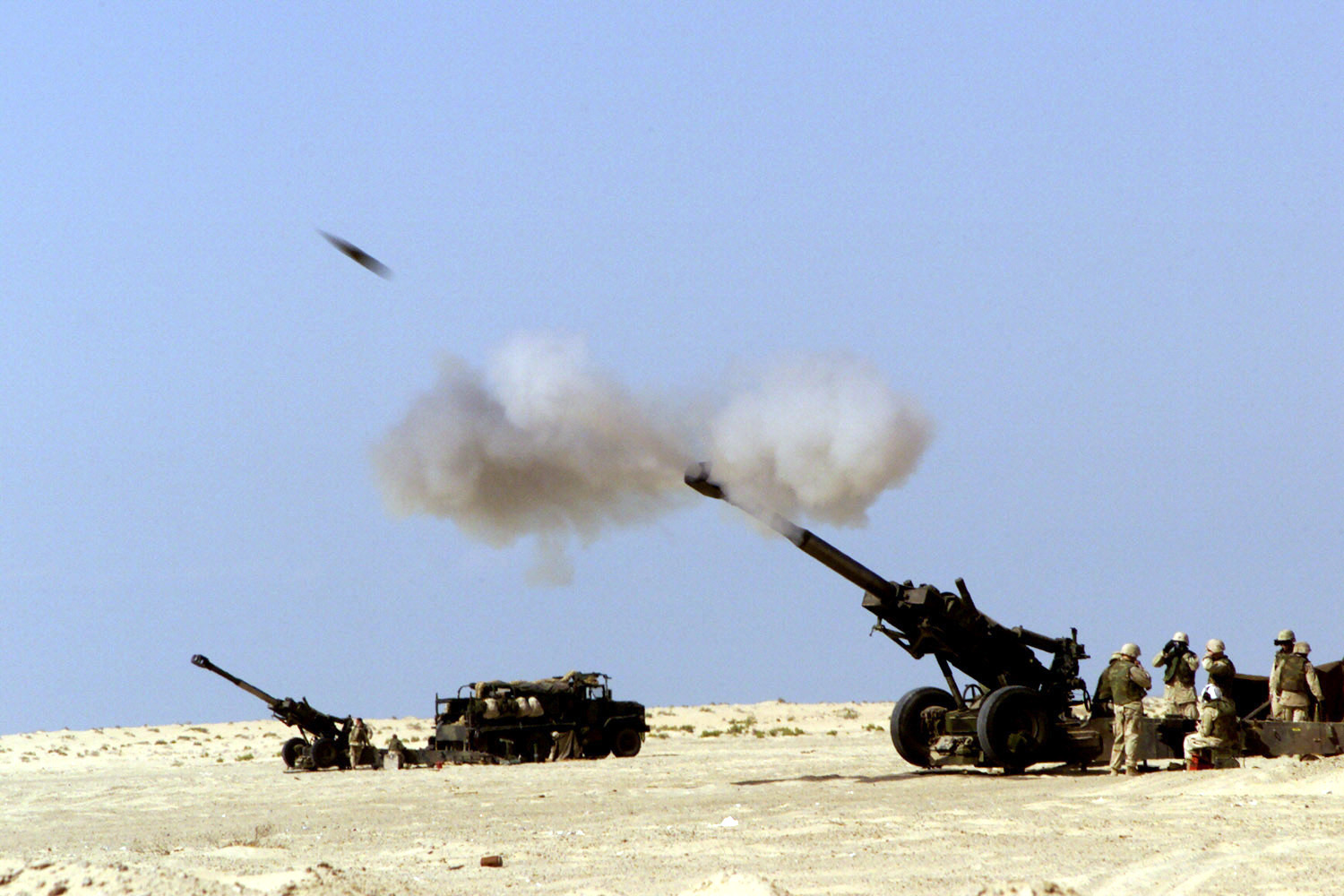
Artilharia: disparo de obuses de 155 mm

A artilharia é uma das armas das forças armadas, sendo aquela que produz fogos potentes e profundos. A artilharia é, por excelência, o instrumento de força que origina efeitos morais e materiais que vão da neutralização à destruição. Para isso, emprega armamento pesado capaz de disparar projéteis de grande poder destrutivo. Como arma organizada de um exército, a artilharia agrupa o seu armamento pesado, constitui um quadro de pessoal especializado na operação daquele armamento, congrega as unidades militares organizadas para o combate com armamento pesado e assegura a logística de todos estes elementos.
Além de arma, a artilharia também constitui uma ciência que estuda o desenvolvimento e a aplicação do armamento pesado e dos seus projéteis.
Genericamente, as armas de projeção de fogo de tubo da artilharia são designadas "bocas de fogo". Ocasionalmente, também são referidas como "peças de artilharia" ou "canhões", mas geralmente estes dois termos são utilizados para designarem apenas as bocas de fogo que fazem tiro tenso. Por sua vez, as bocas de fogo subdividem-se em três tipos principais: de tiro tenso ("peças" ou "canhões"), de tiro curvo ("obuses" ou "obuseiros") e de tiro vertical ("morteiros"). Hoje em dia, além das tradicionais bocas de fogo, a artilharia inclui outros tipos de armamentos como mísseis e foguetes.
Os militares de artilharia são genericamente designados "artilheiros". Tradicionalmente, os artilheiros terrestres dividem-se em serventes (operadores das bocas de fogo) e condutores (condutores dos veículos que as deslocam). Por sua vez, os artilheiros serventes dividem-se em apontadores (responsáveis por apontar a boca de fogo), municiadores (responsáveis por colocar a munição na boca de fogo) e remuniciadores (responsáveis por retirar a munição do paiol e a passar ao municiador). Conforme o tipo de boca de fogo, ainda podem existir outros serventes especializados como preditores, serventes do soquete, serventes da culatra, ajustadores, marcadores e observadores. O conjunto dos artilheiros que operam uma boca de fogo constitui a sua guarnição. A boca de fogo mais a respetiva guarnição constitui uma unidade de tiro. A unidade tática elementar da artilharia é a bateria, comandada por um capitão e incluindo normalmente seis unidades de tiro.